# Georg Kretschmar
Georg Kretschmar (* 31. August 1925 in Landeshut/Schlesien (heute polnisch: Kamienna Góra); † 19. November 2009 in München) war ein evangelischer Theologe und ehemaliger Erzbischof der Evangelisch-Lutherischen Kirche in Russland, der Ukraine, in Kasachstan und Mittelasien (ELKRAS) mit Sitz in Sankt Petersburg.

## Werdegang
Georg Kretschmar studierte von 1945 bis 1948 Theologie in Tübingen, Bonn, Heidelberg und Oxford. Im Jahr 1950 wurde er in Heidelberg promoviert und zwei Jahre später habilitierte er sich in Tübingen bei Hanns Rückert. 1954 wurde er zum Pfarrer ordiniert.
Von 1956 bis 1967 war er Professor für Neues Testament und Kirchengeschichte in Hamburg. 1967 wurde er Professor für Kirchengeschichte und Neues Testament an der Ludwig-Maximilians-Universität München, wo er zu den Mitbegründern einer neuen Evangelisch-Theologischen Fakultät wurde. Forschungsschwerpunkte waren Kirchengeschichte und Patristik (Lehre der Alten Kirche), aber auch für die kirchliche Zeitgeschichtsforschung gab er wesentliche Impulse. Er lehrte bis zu seiner Emeritierung im Jahre 1990.
Seit 1990 war Georg Kretschmar eng mit der Evangelisch-Lutherischen Kirche in Russland, der Ukraine, in Kasachstan und Mittelasien verbunden. Zunächst – noch zur Zeit der Sowjetunion – ging er nach Riga in Lettland. Nach der lettischen Unabhängigkeit siedelte er über nach Sankt Petersburg in Russland, um weiter am Wiederaufbau der evangelisch-lutherischen Kirche Russlands und der Länder der ehemaligen Sowjetunion mitzuwirken.
Tatsächlich gelang es ihm und seinen Mitstreitern, die theologische Ausbildung in St. Petersburg und das Zentrale Kirchenamt wieder zu öffnen sowie mehrere Diözesen der ELKRAS und eine Synode zu bilden, die an der Leitung der Kirche beteiligt sind. Mehrere Jahre war er Leiter des Theologischen Seminars der ELKRAS, ab 1992 stellvertretender Bischof.
Im Jahr 1994 wurde ihm das Amt des Bischofs der ELKRAS übertragen, das er bis zum Jahre 2005 (ab 1999 mit der Bezeichnung Erzbischof) innehatte. In seinem 80. Lebensjahr wurde er von seinen Verpflichtungen entbunden. Der bisherige Bischof der Deutschen Evangelisch-Lutherischen Kirche der Ukraine (DELKU), Edmund Ratz, wurde zu seinem Nachfolger berufen.

## Sonstige Funktionen/Ämter
- Vorsitzender des Fakultätentages der Evangelisch-Theologischen Fakultäten in der Bundesrepublik Deutschland und West-Berlin (1969–1971)
- Mitglied der internationalen wissenschaftlichen Gesellschaften für Neutestamentler, Patristiker und Liturgiewissenschaftler
- Mitglied der Wissenschaftlichen Gesellschaft für Theologie
- Mitglied des Moskau-Ausschusses, später auch des Rumänien-Ausschusses der Evangelischen Kirche in Deutschland (EKD)
- Vorsitzender der Evangelischen Arbeitsgemeinschaft für kirchliche Zeitgeschichte
- Mitglied der Studienkommission des Lutherischen Weltbundes (LWB)
- Mitglied der Gemeinsamen Orthodox-Lutherischen Kommission

## Ehrungen
- 2003: Großes Verdienstkreuz des Verdienstordens der Bundesrepublik Deutschland
- 2004: Dr. Friedrich Joseph Haass-Preis des Deutsch-Russischen Forums
- 2005: Fürst-Daniel-Orden 2. Klasse der Russisch Orthodoxen Kirche

## Schriften (Auswahl)
- Studien zur frühchristlichen Trinitätstheologie, Tübingen 1956.
- mit Hermann Dörries: Ansgar. Seine Bedeutung für die Mission, Hamburg 1965.
- Die Geschichte des Taufgottesdienstes in der alten Kirche, Kassel 1970.
- mit Heinrich Fries, Erwin Iserloh, u. a.: Confessio Augustana. Hindernis oder Hilfe?, Regensburg 1979.
- Die Offenbarung des Johannes. Die Geschichte ihrer Auslegung im 1. Jahrtausend, Stuttgart 1985.
- mit Manfred Seitz, Gerhard Ruhbach, Wolfgang Böhme: Feiern wir das Abendmahl richtig?, Bad Herrenalb 1985.
- Das bischöfliche Amt. Kirchengeschichtliche und ökumenische Studien zur Frage des kirchlichen Amtes, hg. von Dorothea Wendebourg, Göttingen 1999.

### Als Herausgeber
- Die Reformation in Breslau I. Ausgewählte Texte, Ulm 1960.
- mit Bernhard Lohse: Ecclesia und Res Publica. Festschrift für Kurt Dietrich Schmidt zum 65. Geburtstag, Göttingen 1961.
- Dokumente zur Kirchenpolitik des Dritten Reiches (4 Bde.), München 1971–2000.
- mit Heinrich Fries: Klassiker der Theologie (2 Bde.), München 1981–1983.
- mit Wolf-Dieter Hauschild, Carsten Nicolaisen: Die lutherischen Kirchen und die Bekenntnissynode von Barmen. Referate des Internationalen Symposiums auf der Reisensburg 1984, Göttingen 1984.
- mit Hans-Martin Barth, Wolfgang Beinert, Karl Hausberger, Walter Ziegler: Das Regensburger Religionsgespräch im Jahr 1541. Rückblick und aktuelle ökumenische Perpektiven, Regensburg 1992.
- mit Norbert Brox, Odilo Engels, Kurt Meier, Heribert Smolinsky: Die Geschichte des Christentums. Religion – Politik – Kultur (14 Bde.), Freiburg/Basel/Wien 2003–2004.